# Granota comuna
La granota comuna (Pelophylax ridibundus) és una granota europea semblant a la granota verda però més gran, ja que pot atènyer els quinze centímetres de longitud i amb els sacs vocals d'un aspecte diferent. La granota comuna ha estat introduïda als Països Catalans i altres indrets a la península Ibèrica, com Extremadura i Galícia.
La granota comuna viu a planes i a la muntanya mitjana de no més de 800 metres d'altitud, sempre molt a prop de l'aigua, de la qual s'allunya molt rarament. Viu a la part més assolellada d'aigües quietes, com estanys, basses, aigües estancades, etc. o d'aigües molt lentes. El seu mode de vida és més aquàtic que el de la granota roja, que sí que gosa allunyar-se de l'aigua més sovint. La granota comuna viu de quatre a sis anys. No hi ha gaire diferència entre el mascle i la femella, tret que ella és de mida més gran i la seva veu és més suau. A l'hivern es colguen en el fang i resten en letargia. A la primavera comencen a sentir-se cantar i no s'aturen fins a la tardor, excepte de vegades a l'agost si temen els turistes massius. Entre maig i juny s'aparellen i cada femella posa de 2000 a 8000 ous a l'aigua, envoltats d'una massa gelatinosa, que durant quatre mesos fan la metamorfosi i passen a capgròs i a adult.